# Pulsatille
Pulsatilla
Genre
Le genre Pulsatilla, les Pulsatilles, regroupe environ 33 espèces de plantes vivaces herbacées originaires des prairies d'Amérique du Nord, d'Europe et d'Asie. Plusieurs espèces sont utilisées comme plantes ornementales en raison de leurs feuilles finement découpées, de leurs fleurs solitaires en forme de clochette et de leurs fruits plumeux. Le périanthe est constitué de six tépales.
Le genre Pulsatilla est parfois considéré comme un sous-genre du genre Anemone.
La fleur s'épanouit au début du printemps, ce qui conduit parfois à lui donner le nom de « fleur de Pâques ».
Pulsatilla patens est la fleur provinciale du Manitoba, au Canada. Pulsatilla patens hirsutissima est la fleur d'État du Dakota du Sud, aux États-Unis. Pulsatilla vulgaris est la fleur des comtés d'Hertfordshire et de Cambridgeshire en Angleterre. Pulsatilla vernalis est la fleur du comté d'Oppland, en Norvège.

## Liste des espèces et sous-espèces
- Pulsatilla ajanensis Regel et Til.
- Pulsatilla albana (Stev.) Bercht. & J.Presl
- Pulsatilla alpina Delarbre:
  - Pulsatilla alpina Delarbre subsp. alpina
  - Pulsatilla alpina subsp. apiifolia Nyman
- Pulsatilla ambigua (Turcz. ex Hayek) Juz.
- Pulsatilla aurea (N.Busch) Juz.
- Pulsatilla bungeana C.A.Mey.
- Pulsatilla campanella Fisch. ex Krylov
- Pulsatilla cernua (Thunb.) Berchtold & Presl
- Pulsatilla chinensis (Bunge) Regel
- Pulsatilla dahurica (Fisch. ex DC.) Spreng.
- Pulsatilla grandis Wend.
- Pulsatilla halleri (All.) Willd.
- Pulsatilla kostyczewii (Korsh.) Juz.
- Pulsatilla montana (Hoppe) Rchb.
- Pulsatilla millefolium (Hemsl. & E.H.Wilson) Ulbr.
- Pulsatilla nigricans Storck, Syn.: Pulsatilla pratensis subsp. nigricans Zamels
- Pulsatilla oenipontana Dalla Torre et Sarnth

- Pulsatilla patens (L.) Mill.:

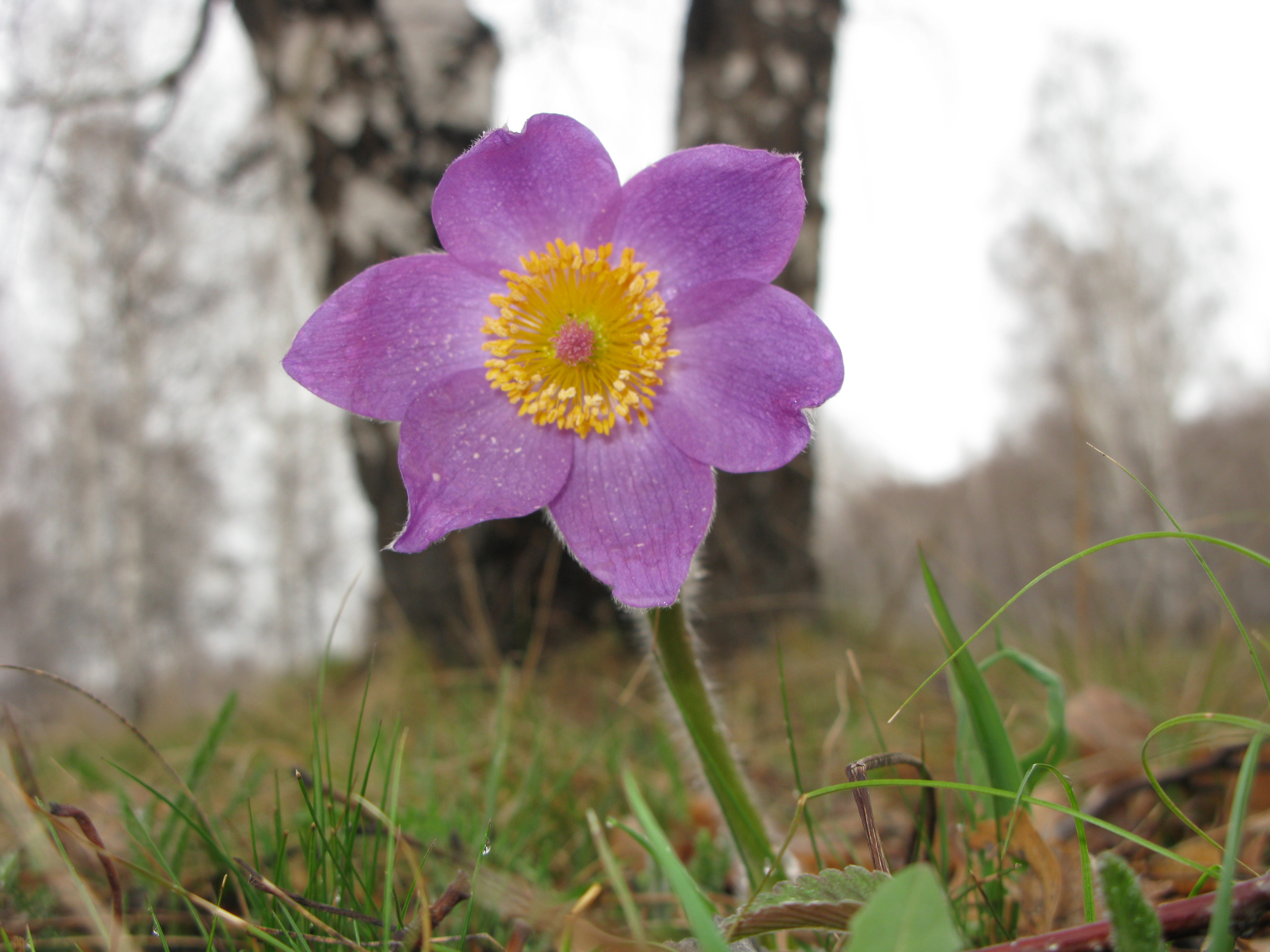
Pulsatille dans l'Oural méridional

  - Pulsatilla patens subsp. flavescens (Zucc.) Zämelis, Syn.: Pulsatilla flavescens (Zucc.) Juz.
  - Pulsatilla patens subsp. hirsutissima Zam.
  - Pulsatilla patens subsp. multifida (Pritz.) Zämelis
  - Pulsatilla patens (L.) Mill. subsp. patens
- Pulsatilla pratensis (L.) Mill. :
  - Pulsatilla pratensis subsp. bohemica Skalický
- Pulsatilla rubra (Lam.) Delarbre
- Pulsatilla slavica G. Reuss
- Pulsatilla styriaca (GA Pritzel) Simonkai
- Pulsatilla sukaczevii Juz.
- Pulsatilla taraoi (Makino) Zämelis & Paegle
- Pulsatilla tatewakii Kudo

- Pulsatilla taurica Juz.
- Pulsatilla tenuiloba (Hayek) Juz.

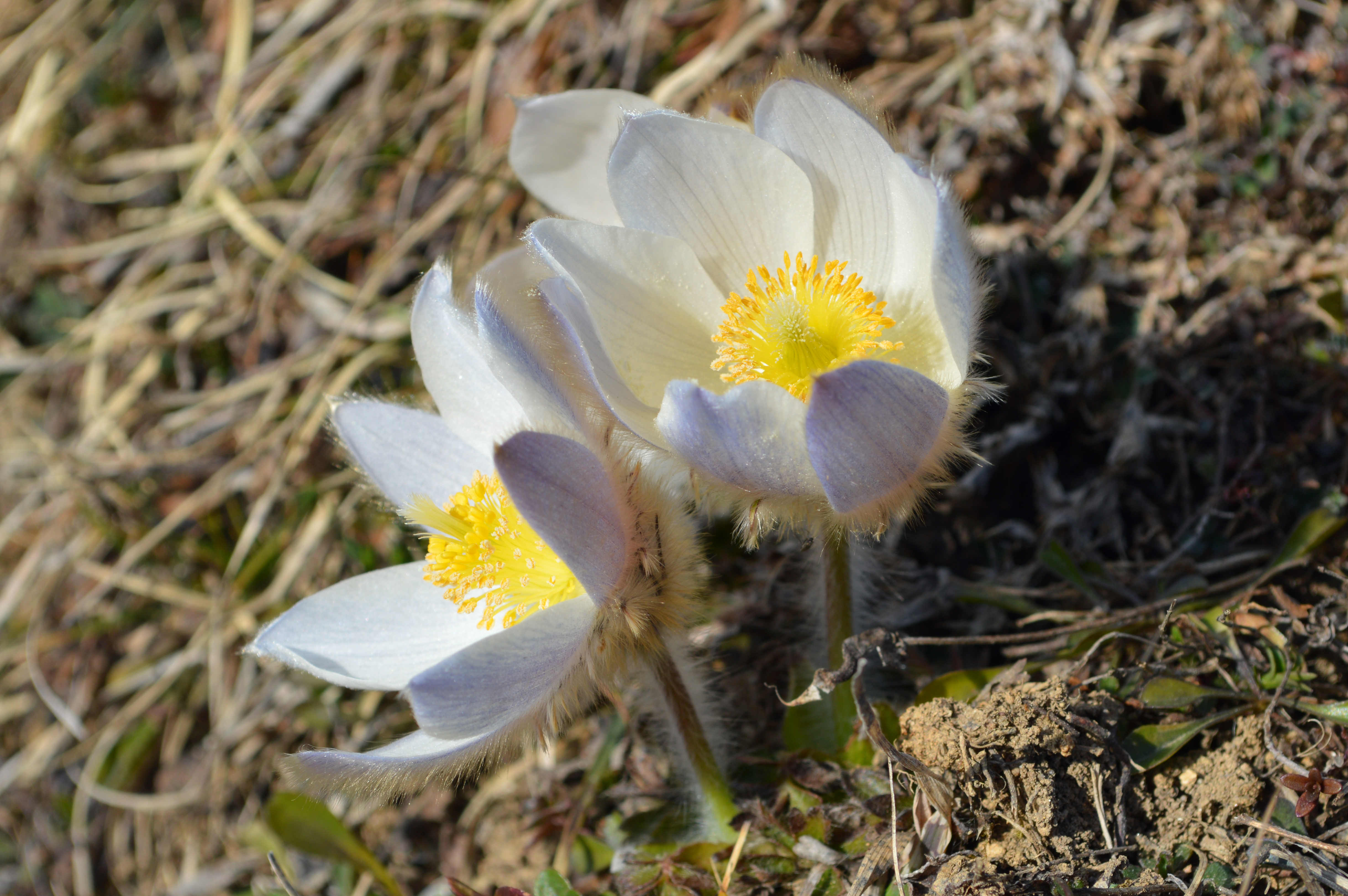
Anémone de printemps en Savoie

- Pulsatilla turczaninovii Krylov & Serg.
- Pulsatilla vernalis (L.) Mill.
- Pulsatilla vulgaris Mill.

Hybride :
- Pulsatilla × wolfgangiana Juz.